# Artaban (satrape)
Pour les articles homonymes, voir Artaban.
Selon l'historien grec Ctésias, Artaban était le satrape de Bactriane à l'époque de l'assassinat de Xerxès Ier par un autre Artaban. Lorsque Artaxerxès Ier, fils de Xerxès, monte sur le trône, Artaban fomenta une rébellion en Bactriane, mais il est défait. Toutefois, Diodore de Sicile - qui ne mentionne pas Artaban - dit que le satrape de Bactriane était alors Histaspes, un autre fils de Xerxès.

## Sources
- (es) Cet article est partiellement ou en totalité issu de l’article de Wikipédia en espagnol intitulé « Artabano (rebelde) » (voir la liste des auteurs).
- R. Schmitt, "Artaxerxes I", in Encyclopaedia Iranica.